# Franz Xaver Sterkel

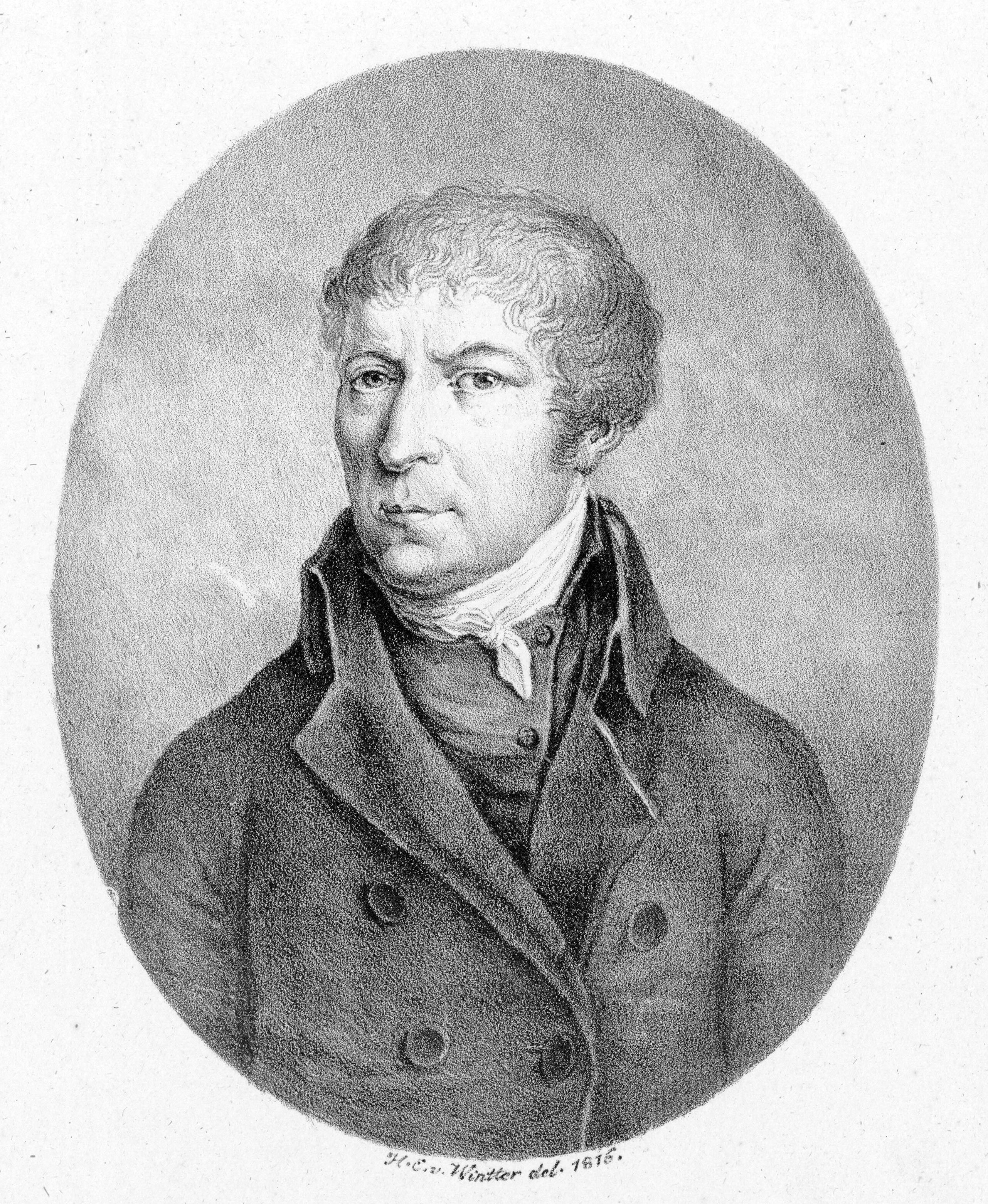
Johann Franz Xaver Sterkel.

Johann Franz Xaver Sterkel, född den 3 december 1750 i Würzburg, död där den 12 oktober 1817, var en tysk tonsättare.
Sterkel ingick efter fullbordade universitetsstudier i andliga ståndet. Han blev sedan anställd som vikarie och organist i stiftet Neumünster. Sterkel reste på kurfurstens av Mainz bekostnad till Italien 1779–1782. Han var anställd vid det kurfurstliga hovet  och blev 1793 Vincenzo Righinis efterträdare i kapellmästarebefattningen där efter att denne kallats till hovoperan i Berlin. Sterkel kallades 1805 till kapellmästare i Regensburg. Han komponerade symfonier, stråkkvartetter, konserter, klaversonater och mässor med mera.